# اوسدا، سوئد
اوسدا، سوئد (به سوئدی: Åseda) یک منطقهٔ مسکونی در سوئد است که در بخش اوپویدینگه واقع شده‌است. اوسدا ۲٫۶۴ کیلومتر مربع مساحت و ۶٬۳۳۶ نفر جمعیت دارد.